# Segunda División de Chile 1965
El Campeonato Nacional de Fútbol de Segunda División de 1965 fue el 14° torneo disputado de la segunda categoría del fútbol profesional chileno. Contó con la participación de trece equipos. 
Previo al inicio del torneo, Temuco se fusionó con Green Cross para formar Green Cross-Temuco, club que ocupó la plaza del equipo santiaguino en Primera División. El cupo de Temuco fue cedido a Huachipato, marcando el debut de este equipo (en ese momento, reciente campeón del Campeonato Regional de Fútbol) en el profesionalismo.
El torneo se jugó en tres rondas con un sistema de todos contra todos y el campeón del torneo fue Ferrobádminton, que consiguió el ascenso para la Primera División.

## Movimientos divisionales
| Pos | a Primera División de Chile 1965 |
| --- | -------------------------------- |
| 1º  | O'Higgins (Campeón)              |
| 2º  | Deportes Temuco                  |

| Pos | a Segunda División de Chile 1965 |
| --- | -------------------------------- |
| 1º  | Huachipato                       |

| Pos | Descendido desde Primera División de Chile 1964 |
| --- | ----------------------------------------------- |
| 1º  | Ferrobádminton                                  |

| Pos | Asociación de Origen |
| --- | -------------------- |
| -   | -                    |

## Equipos participantes
| Equipo               | Ciudad            |
| -------------------- | ----------------- |
| Colchagua            | San Fernando      |
| Deportes Ovalle      | Ovalle            |
| Ferrobádminton       | Estación Central  |
| Huachipato           | Talcahuano        |
| Iberia Puente Alto   | Puente Alto       |
| Lister Rossel        | Linares           |
| Luis Cruz Martínez   | Curicó            |
| Municipal Santiago   | Santiago de Chile |
| Ñublense             | Chillán           |
| San Antonio Unido    | San Antonio       |
| San Bernardo Central | San Bernardo      |
| Trasandino           | Los Andes         |
| U.T.E                | Santiago de Chile |

## Tabla final
| Pos | Equipo                | PJ | PG | PE | PP | GF | GC | Dif | Pts |
| --- | --------------------- | -- | -- | -- | -- | -- | -- | --- | --- |
| 1   | Ferrobádminton        | 36 | 17 | 15 | 4  | 57 | 30 | 27  | 49  |
| 2   | Huachipato            | 36 | 17 | 12 | 7  | 52 | 31 | 21  | 46  |
| 3   | Colchagua             | 36 | 15 | 11 | 10 | 66 | 51 | 15  | 41  |
| 4   | Municipal de Santiago | 36 | 14 | 10 | 12 | 50 | 45 | 5   | 38  |
| 5   | Luis Cruz Martínez    | 36 | 13 | 11 | 12 | 59 | 48 | 11  | 37  |
| 6   | Ñublense              | 36 | 12 | 13 | 11 | 50 | 51 | -1  | 37  |
| 7   | San Antonio Unido     | 36 | 13 | 11 | 12 | 48 | 51 | -3  | 37  |
| 8   | Trasandino            | 36 | 14 | 8  | 14 | 44 | 48 | -4  | 36  |
| 9   | Deportes Ovalle       | 36 | 11 | 13 | 12 | 43 | 41 | 2   | 35  |
| 10  | Lister Rossel         | 36 | 12 | 11 | 13 | 63 | 61 | 2   | 35  |
| 11  | San Bernardo Central  | 36 | 7  | 16 | 13 | 36 | 47 | -11 | 30  |
| 12  | Universidad Técnica   | 36 | 7  | 10 | 19 | 42 | 68 | -26 | 24  |
| 13  | Iberia-Puente Alto    | 36 | 6  | 11 | 19 | 38 | 76 | -38 | 23  |

PJ=Partidos jugados; PG=Partidos ganados; PE=Partidos empatados; PP=Partidos perdidos; GF=Goles a favor; GC=Goles en contra; Dif=Diferencia de gol; Pts=Puntos
|  | Campeón. Asciende a Primera División |
|  | Descenso suspendido                  |